# Tyler Clary
Scott Tyler Clary, född 12 mars 1989 i Redlands i Kalifornien, är en amerikansk simmare.
Clary blev olympisk guldmedaljör på 200 meter ryggsim vid sommarspelen 2012 i London.